# 瓦利鎮區 (阿肯色州華盛頓縣)
瓦利鎮區（英語：Valley Township）是位於美國阿肯色州華盛頓縣的一個行政鎮區。

## 地方資料
瓦利鎮區的面積為80.35平方千米，當中陸地面積為79.93平方千米，而水域面積為0.42平方千米。根據2010年美國人口普查的數據，當地共有人口387人，而人口密度為每平方千米4.82人。